# 都市計画税
都市計画税（としけいかくぜい）とは、地方税法により、都市計画区域内の土地・建物に、市町村が条例で課すことのできる税金である。

## 概要
都市計画事業の財源にあてるため、第二次世界大戦前に創設されていた都市計画税は、シャウプ勧告により、一旦廃止された。その後、地方の財源不足の中で、「受益者負担の制度を拡張し、施設充実に要する財源を確保する」ためとして、1956年に目的税として復活された。
税額算定の基礎には固定資産税の評価額を用いるが、課税標準の算定方法は一部が異なる。税率は、標準税率はなく、当初は限度税率が0.2パーセントとされていたが、1978年に0.3パーセントに改正された。
課税の対象は、都市計画区域内に所在する土地及び家屋で、固定資産税と異なり、償却資産は対象とならない。また、市街化区域と市街化調整区域の線引き制度を受け、1971年からは、原則として市街化区域だけに課すこととされている。
実際に課税を行うかどうかを決定するのは市町村であり、線引きを行っている市町村でも、すべてが課税しているわけではない。また、課税標準が固定資産税と共通していること、受益者負担といいながら一般財源に取り込まれるため、受益と負担の関係があまり明確でないことなど、課税に対しては批判もある。

## 賦課徴収方法
- 固定資産税と共に賦課徴収。
- 東京23区内では、都税として課税。

## 使い道
都市計画税の主な使い道は以下のとおりである。
- 道路事業
- 土地区画整理事業
- 公園事業
- 下水道事業
- 市街地再開発事業
- その他